# كيفن جاي ميرفي
كيفن جاي ميرفي (بالإنجليزية: Kevin J. Murphy)‏ هو اقتصادي أمريكي، ولد في 1957.

## وصلات خارجية
- الموقع الرسمي